# Salmoneus
Salmoneus (Oudgrieks: Σαλμωνεύς) was een koning van Elis uit de Griekse mythologie.

## Familiebanden
Hij was een zoon van Aeolus en Enarete en als zoon van Aeolus was hij dus de kleinzoon van de stichter van de Grieken, Hellen.

Zijn broers en zussen waren Alkyone (Alcyone), Athamas, Kalyke (Calyce), Kanake (Canace), Kretheus (Cretheus), Makareos (Macareus), Periëres en Sisyphus.

Via zijn dochter Tyro was hij de overgrootvader van de beroemde avonturier Jason (Iason).

## Mythe
Als koning van Elis stichtte hij de stad Salmonia.
Later probeerde Salmoneus Zeus na te bootsen door met een bronzen koets rond te rijden, kettingen achter de koets te hangen om het geluid van donder na te bootsen en met brandende toortsen te gooien om bliksem na te doen. Op deze manier probeerde hij zijn onderdanen te dwingen om offers aan hem te brengen. Toen Zeus dit zag, vermoordde hij Salmoneus met een bliksemschicht en vernietigde Salmonia en het ganse koninkrijk aangezien het geen heerser meer had. 